# Karine Quentrec
Karine Quentrec (Marsiglia, 21 ottobre 1969) è un'ex tennista francese.

## Carriera
Ha vinto il suo unico titolo nel circuito principale a Taranto nel 1989 dove non ancora ventenne sorprende la prima testa di serie Neige Dias in semifinale e Cathy Caverzasio nell'incontro per il titolo. La stagione successiva raggiunge la semifinale a Strasburgo dove si arrende a Mercedes Paz mentre un'ultima semifinale la gioca a Wellington 1991 dove è Leila Meskhi ad avere la meglio.
Ha fatto parte della squadra francese di Fed Cup nel 1989 vincendo un incontro sui due disputati.

## Statistiche

### Singolare

#### Vittorie (1)
| No. | Anno | Torneo                | Superficie  | Avversaria in finale | Punteggio     |
| 1.  | 1989 | Taranto Open, Taranto | Terra rossa | Cathy Caverzasio     | 6–3, 5–7, 6–3 |